# Pat Bros Pérez
Pat Bros Pérez, nascuda el 1987 a Colera (Alt Empordà), és marinera pescadora d'arts menors al Port de la Selva a l'embarcació San José, des de l'estiu de 2021, després de deixar la seva feina com a coordinadora d'activitats turístiques en un càmping de l'Empordà.
La professió de pescadora li ve de família. Des de ben petita, acompanyava a pescar el seu pare que era patró d'una barca. A més, ha treballat com a guia del Parc Natural de Santes Creus i també en empreses de submarinisme i piragüisme. Juntament amb el seu patró de la barca San José, també es dedica a fer xerrades a instituts i escoles per conscienciar sobre el mar, fan tallers de pesca i biologia, a més d'espectacles de clown anant pels diferents municipis de l'Empordà i de Catalunya.
Tot i que la professió és majoritàriament d'homes, Bros és una de les veus femenines que serveixen per animar a les futures generacions a dedicar-se en el sector. La Prat sent un amor especial per la mar i la natura en general; el que va començar momentàniament durant l'època de la covid s'ha quedat per ser la feina que més gaudeix.
Pat forma part de l'Associació Catalana de Dones de la Mar.